# Videoton TS 3301 SP Super Color
A Videoton TS 3301 SP Super Color egy tévékészülék, amelyet 1979-ben mutattak be, és 1980-tól gyártottak Magyarországon. Gyártója a Videoton Elektronikai Vállalat volt. A készülékben a képcsövön kívül más elektroncső nincs, és teljesen félvezető és integrált alkatrészekre épül (17 db IC, 29 db tranzisztor, 60 dióda). Hitachi gyártmányú képcsöve van felszerelve, ami 90 fokos eltérítésű és in-line rendszerű, egyúttal élethűbb a képe a korábbi delta rendszerű képcsövekénél. A korábbi típusokkal ellentétben ennél nem volt szükséges a konvergencia és színtisztaság-utánállítást néhány évente elvégezni. Magyarországon kereskedelmi forgalomban 1980-tól volt kapható, akkor 27 900 forintos áron. A tévékészülék későbbi továbbfejlesztett változatai már mind erre a típusra épülnek.

## Műszaki jellemzők
Képátlója 51 cm, színes televízió, 6 programhellyel. A készülék VHF-UHF, OIRT-CCIR hullámsávon SECAM és PAL képnorma szerinti adás vételére alkalmas, modul rendszerű. Beépített félvezetők száma: 16 db IC, 28 db tranzisztor, 59 db dióda. Koaxiális kábel csatlakoztatható az antennabemenetre, illetve felhallgató és magnó kimenettel is fel van szerelve. A készülék hangolása a lehajtható ajtó mögött lehetséges. A hangerő tolópotméterrel szabályozható, ami mellett egy piros LED a készülék beüzemelt állapotát jelzi. A csatornaváltó gombok alatti potmétersorban állítható a fényerő, a kontraszt és színtelítettség. Legalul a magas-mély hangregiszter, a színkapcsoló és a hálózati kapcsoló található. A fejhallgató a hátlap bal oldalán fejhallgató csatlakoztatható, akárcsak a hangszóró kikapcsoló, a magnetofon csatlakozó és a koaxiális antennabemenet.
- Képérzékenység
  - fekete-fehér: 85 μV
  - színes: 120 μV
- Hangérzékenység: 25 μV
- Szinkron érzékenység: 15 μV
- Tükörszelektivitás:
  - VHF: 40 dB
  - UHF: 30 dB
- KF zavararány: 50 dB
- Torzítás
  - kép: max. 8%
  - hordó-párna-trapéz: max. 3%
- Hangfrekvenciás átvitel: 50-16 500 Hz
- Kimenő teljesítmény: 2 W
- Teljesítményfelvétel: 95 W

Automatikák: PAL/SECAM normaváltás; feketeszinttartás; sugáráram-korlátozás; killer; ACC; AGC; lemágnesezés; képméret-stabilizálás.